# Ptice vodarice
Pticama vodaricama ili vodenim pticama naziva se u svakodnevnom govoru niz vrlo različitih ptica iz skupina koje često nisu međusobno bliže srodne, ali se redovno zadržavaju na vodi, plivajući ili roneći, a uz to imaju kao prilagodbu razvijene plivaće kožice:
- patkarice
- gnjurci
- plijenori
- neke čaplje
- pelikanke, kao pelikani i kormorani
- neke močvarice
- pingvinke